# Öyvind Fahlström
Öyvind Axel Christian Fahlström (São Paulo, 28 de dezembro de 1928 — Estocolmo, 9 de novembro de 1976) foi um artista sueco-brasileiro da pop art que, em muitas de suas obras, chamou a atenção para os problemas dos países de Terceiro Mundo.
Filho de escandinavos, passou sua infância no Rio de Janeiro, onde foi educado em dois idiomas, o português e inglês.
Embora conhecido internacionalmente, no meio acadêmico das artes plásticas, a literatura a respeito de sua obra é bastante escassa no Brasil. Atuou também como jornalista, além de ter sido um artista muito versátil. Sua obra inclui poesia concretista, instalações, pinturas, desenhos, radionovelas, peças de teatro, vídeos, gravuras e painéis.

## Biografia
Öyvind Axel Christian Fahlström era filho único de Frithjof Fahlström e Karin Fahlström, nascidos, respectivamente em 1886, na cidade norueguesa de Trondheim, e em 1900, na cidade de Estocolmo, Suécia. Öyvind passou a infância no Brasil, entre São Paulo, Rio de Janeiro e Niterói. Em julho de 1939, viajou para a Noruega, a fim de passar suas férias na casa da avó. No entanto, uma semana após a sua chegada, os alemães invadem a Polônia, dando início à Segunda Guerra Mundial, fato que o obriga a permanecer na Noruega, onde completará seus estudos básicos.
Em 1948, após o término da guerra, seus parentes se mudam para Estocolmo e passam a viver com ele. Após concluir o curso secundário, é obrigado a escolher entre o alistamento obrigatório para o exército brasileiro ou sueco. Ele escolhe a segunda opção. Em seguida, de 1949 a 1952, estuda arte clássica na Universidade de Estocolmo.
A partir de 1950, passa a publicar artigos em jornais suecos. Continuaria a produzir trabalhos jornalísticos até o ano de sua morte.
Em 1952 produz Opera, um de seus trabalhos mais notáveis. Trata-se de um painel gigantesco que ocupa toda uma sala. No mesmo ano, casa-se com Birgitta Tamm.
Nos anos seguintes, escreve alguns manifestos artísticos, entre eles um chamado de Manifesto da poesia concreta, em 1953, tendo sua teoria poética vários pontos de contato com a poesia concreta do grupo Noigandres, que  havia sido formado na mesma época. Além disso, realiza exposições importantes. Divorcia-se de Birgitta em 1958 e, no mesmo ano, vai estudar arte na Itália.
O primeiro reconhecimento que recebe no Brasil acontece em 1959, quando foi homenageado na quinta edição da Bienal de São Paulo.
Em 1960 recebe uma nova bolsa de estudos, dessa vez em Paris. No mesmo ano, casa-se com Barbro Östlihn. Em 1961, muda-se para Nova York, onde receberia a influência da pop art, em parte devido à sua proximidade de artistas como Andy Warhol. A partir de 1965, inicia a exploração de diferentes formas de mídia, como o rádio e o cinema. Em 1968, produz dois documentários para a televisão sueca, sobre os movimentos antiguerra. Os trabalhos são um reflexo do posicionamento político de Fahlström. Ele também produziria trabalhos em defesa dos países pobres e críticos em relação à política externa dos Estados Unidos. Sua série de "mapas" merece destaque, assim como a série Monopoly, baseada no jogo Banco Imobiliário.
Em 1972, seu filme Du Gamla du Fria (Provocation, em inglês) é exibido no Festival de Veneza. No mesmo ano publica a obra Sketch for World Map Part I (Americas, Pacific), primeiro trabalho da  série de "mapas". Sua produção cresce nos anos seguintes. Em 1975, separa-se de Barbro Östlihn (embora o divórcio só viesse no ano seguinte) e passa a viver com Sharon Avery, com quem viria a se casar no ano seguinte. Em setembro de 1976, descobre ser portador de um câncer intratável. Morre no dia 9 de novembro, em Estocolmo.

## Produção

### Obras de arte
- 1952-1953, Opera
- 1953, Kalas på motiv ur Opera
- 1954, Edlund[1]
- 1954, Åtta permutationer
- 1955, Rytmisk Monomanometer
- 1955, Ade-Ledic-Nander 1
- 1955-1957, Ade-Ledic-Nander 2
- 1959, La culla del boia
- 1960, Dr. Livingstone, I presume
- 1962, Sitting...
- 1962, Sunrise
- 1963, The Planetarium
- 1963-1965, The Cold War
- 1964-1966, Dr. Schweitzer's Last Mission
- 1967, ESSO-LSD
- 1967-1968, The Little General-Pinball Machine
- 1969, Green power
- 1970, Pentagon Puzzle
- 1971, World Bank
- 1972, World Map

### Prosa e Poesia
- 1949, Trumpeten i stjärten
- 1950, Borborygmernas fall
- 1953, Det Stora Och Det Lilla
- 1953, Moa (1)
- 1961, Bobb (livsföreståndaren)

### Artigos
- 1950, D.A.F. de Sade; en introduktion
- 1952, Miniatyrmåleri in “Konstrevy”, n. 4-5, 1952[2]
- 1953, Opera[3]
- 1954, Hätila ragulpr på fåtskliaben, Manifest för konkret poesi
- 1955, Protelegram: SI ME MO in Öyvind Fahlström: Målningar och teckningar
- 1956, Capogrossi in “Konstrevy”, n.4, 1956[2]
- 1958, Målare I Rom in “Konstrevy”, n. 4, 1958[4]
- 1959, Två banbrytare – Riopelle och Arnal in “Konstrevy”, n. 5-6, 1959
- 1960, Wols, in “Konstrevy”, n. 2, 1960
- 1960, Hur länge till? In “Konstrevy”, n. 4, 1960[4]
- 1960, Deckare om människan: Om Alain Robbe-Grillet
- 1961, Bris in “Rondo”, n.3, 1961
- 1961, Levande teken in “Konstrevy”, n. 2, 1961
- 1963, Olle Ängkvist in “Konstrevy”, n. 1, 1963
- 1964, A game of character in "Art and Literature", n. 3, 1964[5]
- 1964, Manipulating the world in "Art and Literature", n. 3, 1964[6]
- 1965, Spel[7]
- 1965, Måleri i rum – ny teater och danse in “Konstrevy”, n. 4-5, 1965
- 1966, Sausages and Tweezers — A Running Commentary[8]
- 1966, Det extatiska huset in “Konstrevy”, n. 4, 1966 (ripubblicato poi in “Art international”, n.3, 1968)[9]
- 1967, Brev från Öyvind Fahlström: Bygg nöjeshus istället för kulturhus
- 1971, On Monopoly games[10]
- 1971, Some Of My Basic Assumptions[11]
- 1973, Historical Painting[12]
- 1975, Take Care of the World[13]

### Teatro
- 1953, Det Harda Och Det Mjuka - boord; konkret teaterstycke i två akter
- 1965, Hammarsjöld om Gud

### Happenings
- 20 de outubro de 1962, Aida, på Moderna Museet
- 13 de setembro de 1964, Mellanöl, på Moderna Museet
- 1964, Fahlströms hörna
- 13 de outubro de 1966, Kisses Sweeter than Wine[14]

### Rádio
- 1963, Fåglar i Sverige
- 1966, Den helige Torsten Nilsson
- 1972, Cellen, collage för radio

### Filmes
- 1966, Mao-Hope March
- 1968, U-barn
- 1968, East Village
- 1968, Revolution Now
- 1971, Du gamla, du fria